# Pseudagrion aureofrons
Pseudagrion aureofrons is een libellensoort uit de familie van de waterjuffers (Coenagrionidae), onderorde juffers (Zygoptera).
De wetenschappelijke naam van de soort is voor het eerst geldig gepubliceerd in 1906 door Tillyard.